# Большие Ковали (Татарстан)
Большие Ковали (тат. Олы Кавал, Olı Qawal) — село в Высокогорском районе Республики Татарстан. Административный центр Большековалинского сельского поселения.

## География
Село расположено в верховье реки Солонка, в 20 километрах к северо-западу от села Высокая Гора.
В 1999 году в окрестностях села образован Государственный природный заказник регионального значения ландшафтного профиля «Чулпан».

## История
Основано в период Казанского ханства. В XVIII — первой половине XIX века жители относились к сословию государственных крестьян. Их основные занятия в этот период — земледелие (в начале XX века земельный надел сельской общины составлял 2988,3 десятины) и скотоводство, были распространены плотничный, башмачный, портняжный, кузнечный промыслы.
В «Списке населенных мест по сведениям 1859 года», изданном в 1866 году, населённый пункт упомянут как казённая деревня Большие Ковали 3-го стана Казанского уезда Казанской губернии. Располагалась при безымянном ключе, по правую сторону торгового Галицкого тракта, в 30 верстах от уездного и губернского города Казани и в 35 верстах от становой квартиры в казённой деревне Верхние Верески. В деревне, в 189 дворах проживали 1355 человек (667 мужчин и 688 женщин), были 2 мечети.
В 1860 году была открыта смешанная татарская одноклассная школа (размещалась в наёмном доме).
В начале XX века в селе действовали 2 мечети, медресе и мектеб, 2 водяные и 3 ветряные мельницы, 9 мелочных лавок. 
До 1920 года село входило в Ковалинскую волость Казанского уезда Казанской губернии. С 1920 года в составе Арского кантона ТАССР. С 10 августа 1930 года в Дубъязском, с 1 февраля 1963 года в Зеленодольском, с 12 января 1965 года в Высокогорском районах.
В 1939 году в селе был образован колхоз, с 1994 года село было в составе коллективного предприятия «Чулпан», с 1999 года — общества с ограниченной ответственностью «Зур Кавал», с 2011 года — общества с ограниченной ответственностью «Татмелиорация — Агро».

## Население
| 1782 | 1859 | 1897 | 1908 | 1920 | 1926 | 1938 | 1949 | 1958 | 1970 | 1989 | 2002 | 2010 | 2017 |
| ---- | ---- | ---- | ---- | ---- | ---- | ---- | ---- | ---- | ---- | ---- | ---- | ---- | ---- |
| 303  | 1355 | 1385 | 1878 | 1506 | 1618 | 1337 | 968  | 889  | 787  | 546  | 513  | 466  | 407  |

Национальный состав села — татары.

## Экономика
Жители занимаются полеводством, животноводством.

## Инфраструктура
Неполная средняя школа (с 1929 г. как начальная), дом культуры, детский сад.

## Религия
Мечеть (с 1995 г.).